# Kapuzinerberg

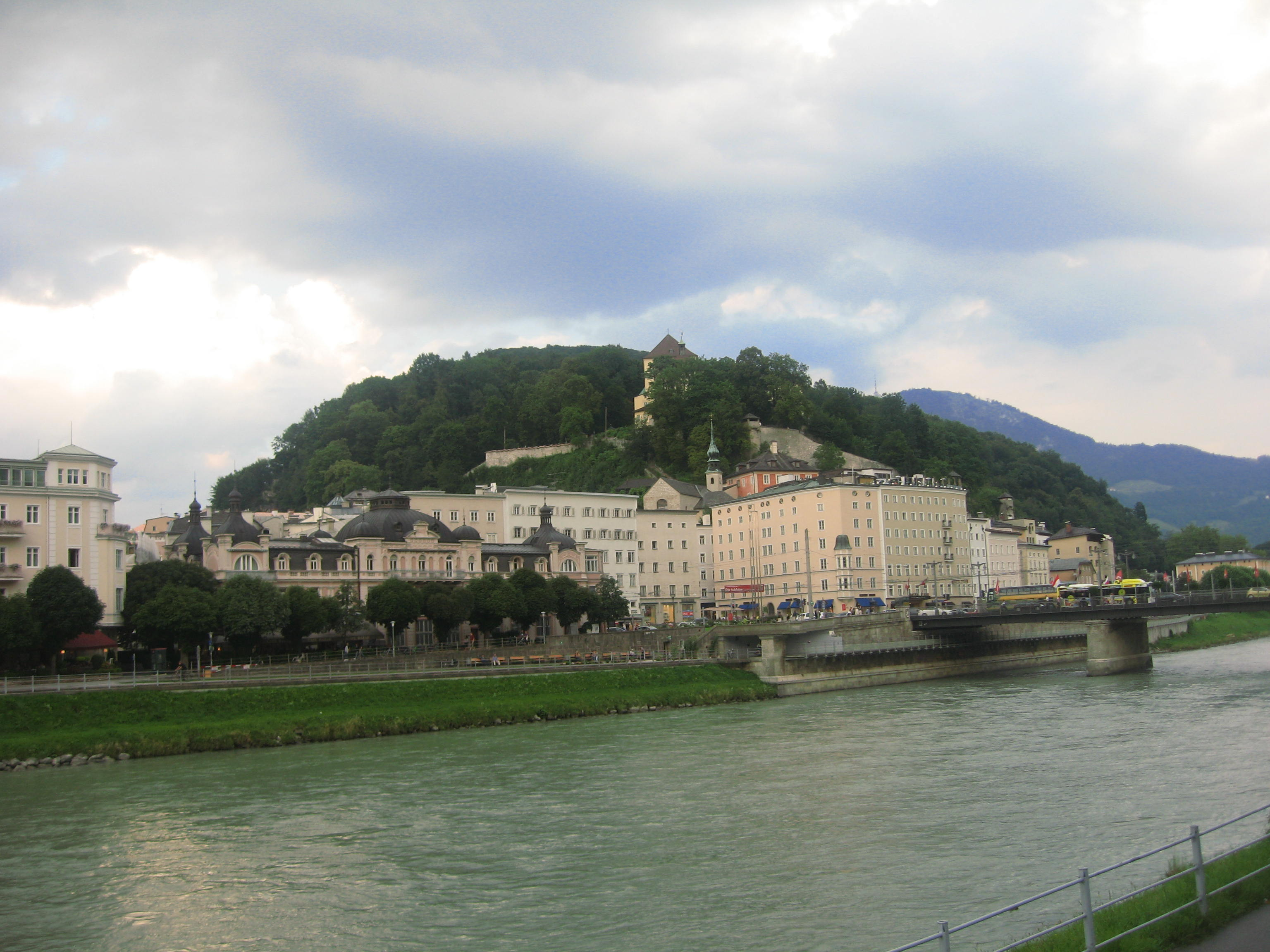
Kapuzinerberg, văzut de pe malul râului Salzach

Kapuzinerberg este un deal aflat pe malul estic al râului Salzach în Salzburg, landul Salzburg, Austria. El se află vizavi de Mönchsberg, Rainberg și Festungsberg (unde este amplasat Castelul Hohensalzburg).

## Altitudine
Dealul are altitudinea maximă de 640 de metri deasupra nivelului mării.

## Istoric

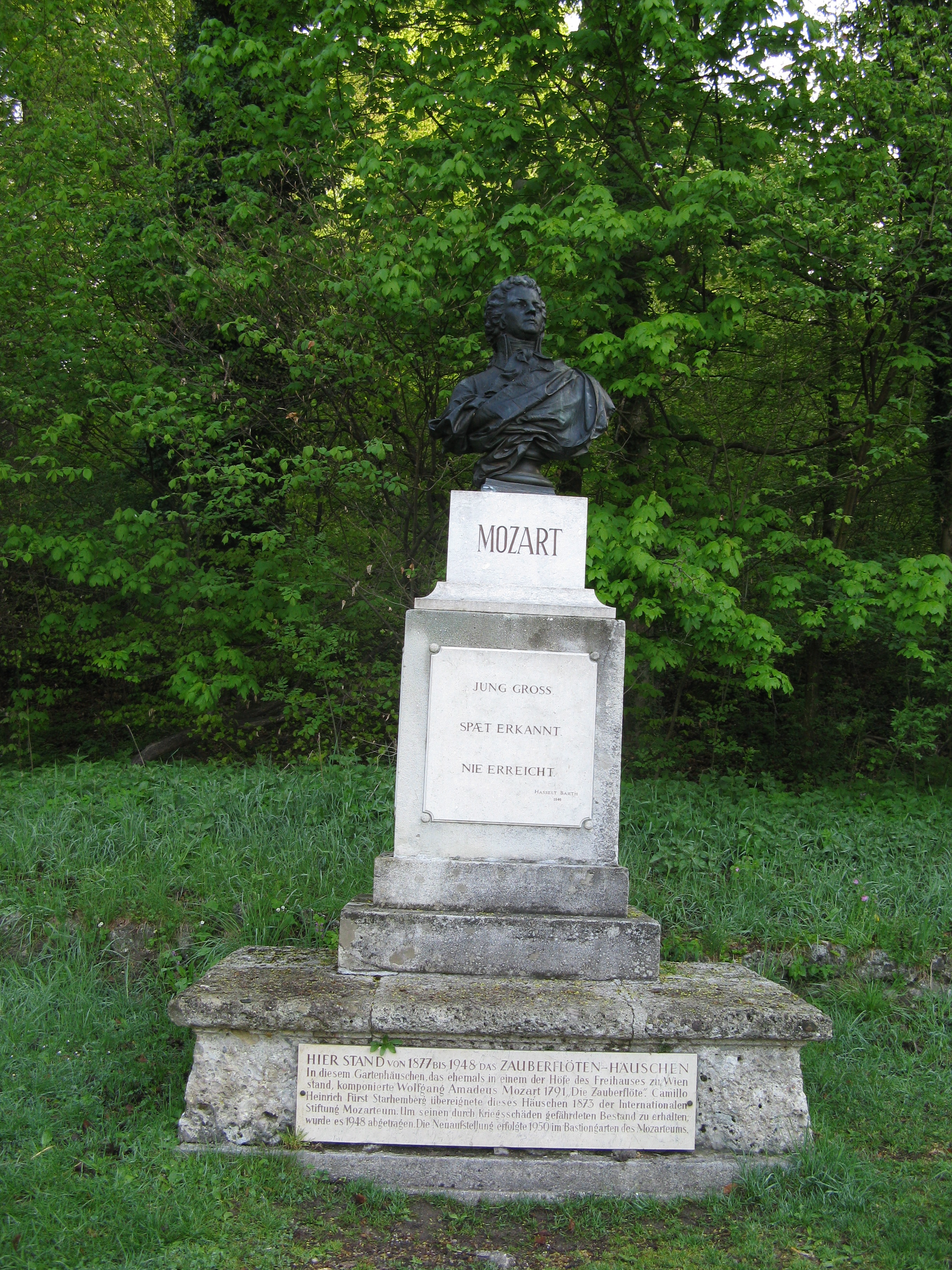
Monument memorial pentru Wolfgang Amadeus Mozart.

Cele mai vechi așezări umane de pe versantul estic al Kapuzinerberg datează din perioada neolitică. Au fost descoperite așezări preistorice pe acest munte ce datează din 1100 î.Hr. Pe locul unei fortărețe medievale cunoscute sub numele de "Trompeterschlössl" a fost construită în perioada 1599-1605 o mănăstire capucină.  
Pe drumul de la Linzergasse spre mănăstire se află 11 oratorii cu stațiuni ale Căii Crucii și două capele, care au fost construite între 1736 și 1744, un monument memorial pentru Wolfgang Amadeus Mozart și vechiul castel Paschingerschlössl, cunoscut pentru faptul că acolo a locuit Stefan Zweig. Diferitele bastioane de artilerie din 1629, care sunt așezate în jurul muntelui, turnul militar al Felixpforte și lungile ziduri de apărare cu mici turnuri fortificate ("Auslug") au fost construite în timpul Războiului de Treizeci de Ani și sunt conservate bine în majoritatea lor. Pe creasta muntelui, accesibil printr-un pod, se află Franziskischlössl; astăzi acolo se află un mic restaurant. Adolf Hitler a dorit să fondeze aici un gigantic "Gauburg", un stadion și o casă de festivități pe acel munte. Sfârșitul războiului a împiedicat însă realizarea acestui proiect, iar Kapuzinerberg a scăpat de dezvoltarea intensivă a zonei.

## Mănăstirea
Mănăstirea a fost înființată de episcopul Wolf Dietrich von Raitenau ca un bastion împotriva Reformei. În 1602 călugării au consacrat prima biserică construită pe fundația unui turn medieval. Biserica se afla într-o pădure plantată în secolul al XV-lea. Extinzându-se treptat, mănăstirea a ajuns la forma sa actuală în jurul anului 1690. Timp de secole călugării au fost independenți de arhiepiscopul local, subordonându-se doar papei. În 1800 și 1809/1810 mănăstirea a fost ocupată și profanată de trupele franceze, apoi în 1813 de armata Regatului Bavariei, stat clientelar al Primului Imperiu Francez. 
După Anschluss-ul din 1938 călugării au fost alungați din nou, urmând să se construiască acolo un forum nazist, dar proiectul nu s-a materializat. Frații capucini au revenit în 1942, împărțind inițial spațiul cu refugiați și prizonieri.

## Natura
Muntele Kapuzinerberg are suprafețe întinse de pădure, reprezentând un adevărat „plămân verde” pentruz locuitorii orașului Salzburg și oferind vizitatorilor posibilități de drumeție pe mai multe trasee, cel mai popular dintre acestea fiind "Basteiweg", care se întinde de-a lungul zidurilor de apărare aflate în părțile de sud și de est a muntelui. Muntele dispune de mai multe puncte de observație ale diferitelor părți ale cartierului vechi al orașului Salzburg. Kapuzinerberg este accesibil din Imbergstiege, printr-o alee pietruită ce începe în Franziskuspforte (Linzergasse) sau printr-o potecă aflată în spatele centrului comercial "Imberg", în Fürbergstrasse. Caracteristicile biologice ale muntelui sunt diferite de plante rare alpine și animale în stâncă inaccesibilă rece de nord (despre alpin auricula și Rhododendron alpin). De asemenea, corbul comun rase în roci.
Caracteristicile biologice ale muntelui sunt diferitele plante alpine rare aflate în stâncile inaccesibile din partea de nord (precum urechea ursului (Primula auricula) sau trandafirul alpin (Rhododendron hirsutum)). Chiar și cuiburile de corb se află adăpostite în stâncile abrupte din gresie.

## Vezi și

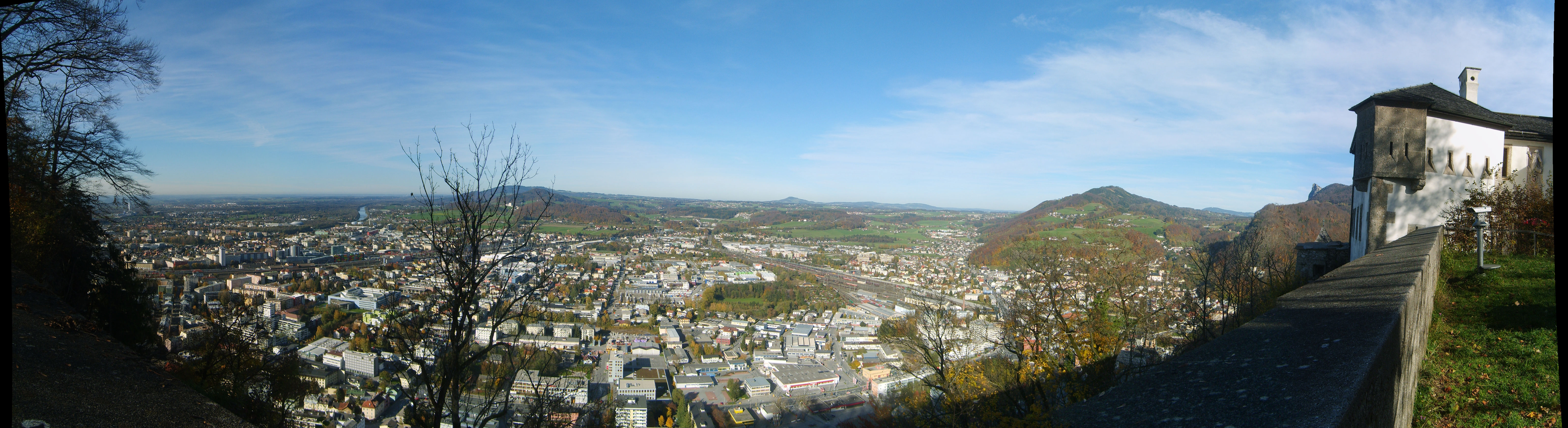
Panoramă de la Franziskischlössl, Kapuzinerberg